# 埃利傑鎮區 (北卡羅萊納州梅肯縣)
埃利傑鎮區（英語：Ellijay Township）是位於美國北卡羅萊納州梅肯縣的一個鎮區。

## 地方資料
埃利傑鎮區的面積為65.52平方千米，皆為陸地。根據2020年美國人口普查的數據，當地共有人口2510人，而人口密度為每平方千米38.31人。